# Ângelo Moniz da Silva Ferraz
Ângelo Moniz da Silva Ferraz, Barão de Uruguaiana GCC (Valença, 3 de novembro de 1812 — Petrópolis, 18 de janeiro de 1867) foi um magistrado e político brasileiro que foi Presidente do Conselho de Ministros do Império do Brasil entre 1859 e 1861 e Ministro da Guerra por duas vezes entre 1865 e 1866, durante a Guerra do Paraguai.

## Primeiros anos
Nasceu na vila de Valença, na então Capitania da Baía de Todos os Santos, no ano de 1812. Iniciou os estudos em Salvador e se formou em Direito pela Faculdade de Direito de Olinda, em 1834. Logo após isso foi nomeado promotor em Salvador, depois juiz em Jacobina.
Entrou para a política pela primeira vez como deputado provincial pela Bahia, em 1838. Em 1843 foi eleito deputado geral pela primeira vez pela sua província, cargo para o qual foi reeleito diversas vezes até ser nomeado Senador do Império no dia 30 de abril de 1856, após ser indicado em lista sêxtupla, junto de João Maurício Wanderley, futuro barão de Cotejipe. Além disso, foi inspetor da Alfândega da Corte em 1848 e juiz dos feitos da Fazenda, em 1853.
Foi, também, presidente da província do Rio Grande do Sul, de 16 de outubro de 1857 a 22 de abril de 1859.

## Presidência do Conselho de Ministros (1859 - 1861)

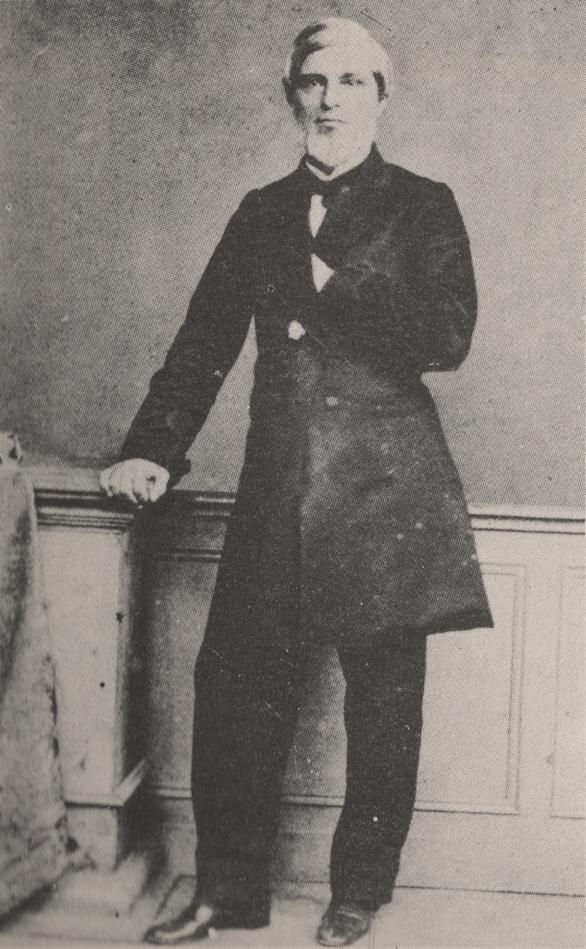
Silva Ferraz em fotografia de autor anônimo (c. 1860)

Na época em que Silva Ferraz assumiu a Presidência do Conselho de Ministros, o Brasil enfrentava um impasse em sua política econômica, especialmente em relação ao monopólio cambial exercido pelo Segundo Banco do Brasil, favorecido pelos governos saquaremas - isso é, conservadores fluminenses - da época. O gabinete anterior, liderado pelo Visconde de Abaeté, foi dissolvido após a rejeição de uma proposta de reforma financeira apresentada pelo ministro da Fazenda, Francisco de Sales Torres Homem, que enfrentou oposição inclusive dentro do próprio partido conservador.
Diante da recusa de figuras saquaremas importantes como Eusébio de Queirós e o Visconde do Uruguai em aceitar o cargo, o imperador Dom Pedro II nomeou Silva Ferraz para a chefia do gabinete em 10 de agosto de 1859, apesar desse não ser o seu preferido. Ao fazê-lo, teria declarado aos líderes saquaremas: "Os senhores me obrigaram a recorrer ao Ferraz".
Silva Ferraz escolheu como ministros: ele mesmo (Fazenda e Negócios do Império); João Lustosa da Cunha Paranaguá (Justiça); Cansanção de Sinimbu (Negócios Estrangeiros); Francisco Xavier Pais Barreto (Marinha); e Sebastião do Rêgo Barros (Guerra). Escolheu João de Almeida Pereira Filho para substituir a si mesmo nos Negócios do Império no dia 3 de setembro de 1859.

### Política econômica
Dos ministros escolhidos, a maioria (Paranaguá, Sinimbu, Barreto e Rêgo Barros) eram figuras ligadas ao Partido Liberal, o que trouxe a esse grupo político a esperança de que o novo Presidente pudesse seguir uma política econômica contrária aos interesses saquaremas: isso é, uma política de descentralização financeira e oposição ao monopólio cambial do Banco do Brasil, que favorecia a centralização econômica na produção cafeeira do Vale do Paraíba fluminense. Essa percepção era incentivada, também, pelos sinais mistos que o novo chefe de gabinete enviava ao Parlamento, se declarando a favor da pluralidade bancária, desde que essa fosse regulamentada pelo Estado.
Apesar disso, os atos do novo governo rapidamente indicaram que Silva Ferraz seguiria na direção contrária: a do prosseguimento da política econômica de Abaeté e Torres Homem por meio da restrição do crédito e da regulamentação das sociedades anônimas. Já em setembro de 1859, Ferraz ampliou a abrangência do chamado imposto "do selo", sujeitando-o o capital, a transferência de ações de sociedades anônimas e a emissão de títulos ao portador com prazo menor, do que dez dias - com exceção das letras emitidas pelo Banco do Brasil.
Em 1860, a Reforma de Torres Homem - que já tinha passado, durante o gabinete de Abaeté, pela Câmara dos Deputados com pequena margem - foi aprovada pelo Senado e promulgada pelo Imperador, ficando conhecida como "Lei dos Entraves", que obrigava os bancos que quisessem emitir moeda a lastreá-las em reservas metálicas, além de impor outros mecanismos de controle à emissão e à criação de sociedades anônimas.

### Questões eleitorais
Desde 1850, durante a vigência do governo do Marquês do Paraná, as eleições para a Câmara dos Deputados funcionava de forma distrital, por meio da escolha de um único deputado por distrito - ou "círculos", como eram chamados na época. Durante o governo de Silva Ferraz, a primeira proposta para reformar esse sistema foi feita pelo deputado Sérgio Teixeira de Macedo, que ampliaria a quantidade de deputados eleitos em cada círculo de um para três, conforme ordem de votação. Segundo Macedo, o projeto teria como objetivo ampliar o tamanho dos distritos e diluir a influência das oligarquias.
Esse projeto acabou sendo formalizado no Decreto n.º 1.082, de 18 de agosto de 1860, e as eleições seguintes - de 1860 - já seriam realizadas segundo essa nova legislação eleitoral. Nessas eleições os liberais acabaram saindo vitoriosos, com a volta de figuras como Teófilo Ottoni e Saldanha Marinho. Em reação a isso, Silva Ferraz se vê obrigado a renunciar à Presidência do Conselho de Ministros em 2 de março de 1861, sendo substituído pelo Imperador pelo Marquês de Caxias.

## Ministro da Guerra (1865 - 1866)

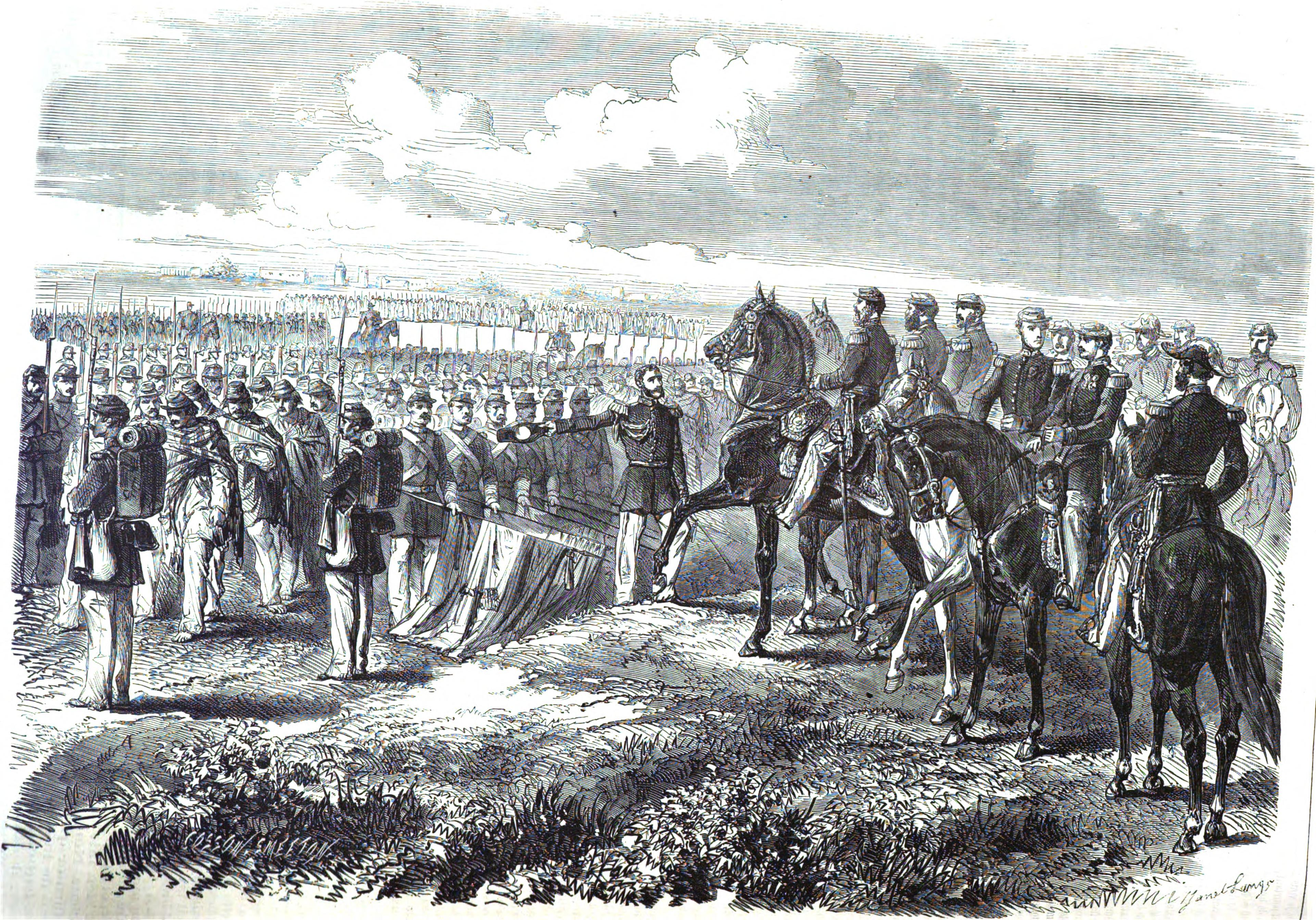
Capitulação dos paraguaios presos na cidade de Uruguaiana, ilustração de Cosson, Janet e Smeeton publicado na revista francesa L'illustration (1866)

Foi escolhido para ocupar o Ministério da Guerra no dia 12 de maio de 1865, durante o quarto governo do Marquês de Olinda, logo no início da Guerra do Paraguai. Licenciou-se no dia 8 de julho daquele ano para integrar a comitiva que acompanharia o Imperador D. Pedro II no Cerco à Uruguaiana, onde recebeu, junto com o monarca, a notícia da rendição do coronel paraguaio Antonio de la Cruz Estigarribia, em 18 de setembro de 1865.
Permaneceu na pasta da Guerra mesmo após a demissão de Araújo Lima, até outubro de 1865, quando foi demitido pelo Presidente do Conselho de Ministros Zacarias de Góis para que o Marquês de Caxias, seu inimigo político, pudesse assumir o comando das forças brasileiras no conflito.

## Vida pessoal
Era casado com Francisca Eulália de Lima Ferraz. Faleceu em Petrópolis no dia 18 de janeiro de 1867 e foi sepultado no cemitério de São Francisco Xavier, no Rio de Janeiro, dois dias depois.

## Títulos e honras

### Nobreza
- 9 de outubro de 1866: Barão de Uruguaiana, com grandeza[8]

### Honras

#### Nacionais
- Comendador da Imperial Ordem de Nosso Senhor Jesus Cristo[8]
- Dignatário da Imperial Ordem da Rosa[8]

#### Estrangeiras
- Grã-Cruz da Real Ordem de Nosso Senhor Jesus Cristo, Portugal[8]

### Outros
- Membro do Conselho de Estado do Império do Brasil[8]
- Sócio do Instituto Histórico e Geográfico Brasileiro[8]
- Vereador de Sua Majestade, a Imperatriz[8]